# Can Sastregener (Torroella de Montgrí)
Can Sastregener és una obra amb elements gòtics de Torroella de Montgrí (Baix Empordà) inclosa a l'Inventari del Patrimoni Arquitectònic de Catalunya.

## Descripció
El casal està situat al carrer de l'església i fa cantonada amb el carrer Ullà, a tocar de la plaça de la Vila. La façana principal apareix en l'actualitat molt modificada quant a les obertures. Els elements més remarcables són la porta d'accés d'arc de mig punt amb dovelles radials de pedra, i les finestres del primer pis, de tipologia gòtica, un situada damunt la porta, d'arc conopial, amb decoració calada i relleus d'animals a les mènsules, i una altra geminada, amb capitell decorat sostingut per una columna i motllures guardapols. La façana del carrer Ullà es troba molt modificada, sense cap element remarcable.

## Història
Can Sastregener és un dels casals més interessants de la vila. Va ser bastit en els segles XV-XVI i ha experimentat diverses modificacions al llarg del temps.